# Karl Scheurer
Karl Scheurer ( 27 de Setembro de 1872 - 14 de Novembro de 1929) foi um político da Suíça.
Ele foi eleito para o Conselho Federal suíço em 11 de Dezembro de 1919 e terminou o mandato a 14 de Novembro de 1929.
Karl Scheurer foi Presidente da Confederação suíça em 1923.